# مماس

خط قرمز در نقطهٔ قرمز بر منحنی مماس است.

در هندسه، خط مُماس بر یک خم صفحه‌ای در یک نقطهٔ معین، خط راستی است که منحنی را در آن نقطه «فقط لمس می‌کند». خط مماس، به صورت غیر رسمی، خطی تعریف می‌شود که از دو نقطهٔ واقع بر منحنی که بی‌نهایت به یکدیگر نزدیک‌اند می‌گذرد. به صورت دقیق‌تر، خط مماس بر منحنی {\displaystyle y=f(x)} در نقطهٔ {\displaystyle x=c} واقع بر منحنی، خط راستی است که از نقطهٔ {\displaystyle (c,f(c))} واقع بر منحنی می‌گذرد و شیبی برابر {\displaystyle f'(c)\,} دارد که در آن {\displaystyle f'\,} مشتق {\displaystyle f\,} است. تعریف مشابهی برای منحنی‌های فضایی و منحنی‌های واقع در فضای n-بُعدی اقلیدسی برقرار است.
خط مماس در نقطهٔ برخورد خود با منحنی (نقطهٔ تماس) همان راستای منحنی را دارد و در نتیجه بهترین تقریب خطی برای منحنی در آن نقطه به شمار می‌آید.
به طور مشابه، صفحهٔ مماس بر یک سطح در یک نقطهٔ معین، صفحه‌ای است که آن سطح مفروض را در آن نقطهٔ معین «فقط لمس می‌کند». مفهوم مماس یکی از مفاهیم بنیادین در هندسهٔ دیفرانسیل است که به صورت گسترده‌ای تعمیم داده شده‌است.